# Paavo Sihvonen

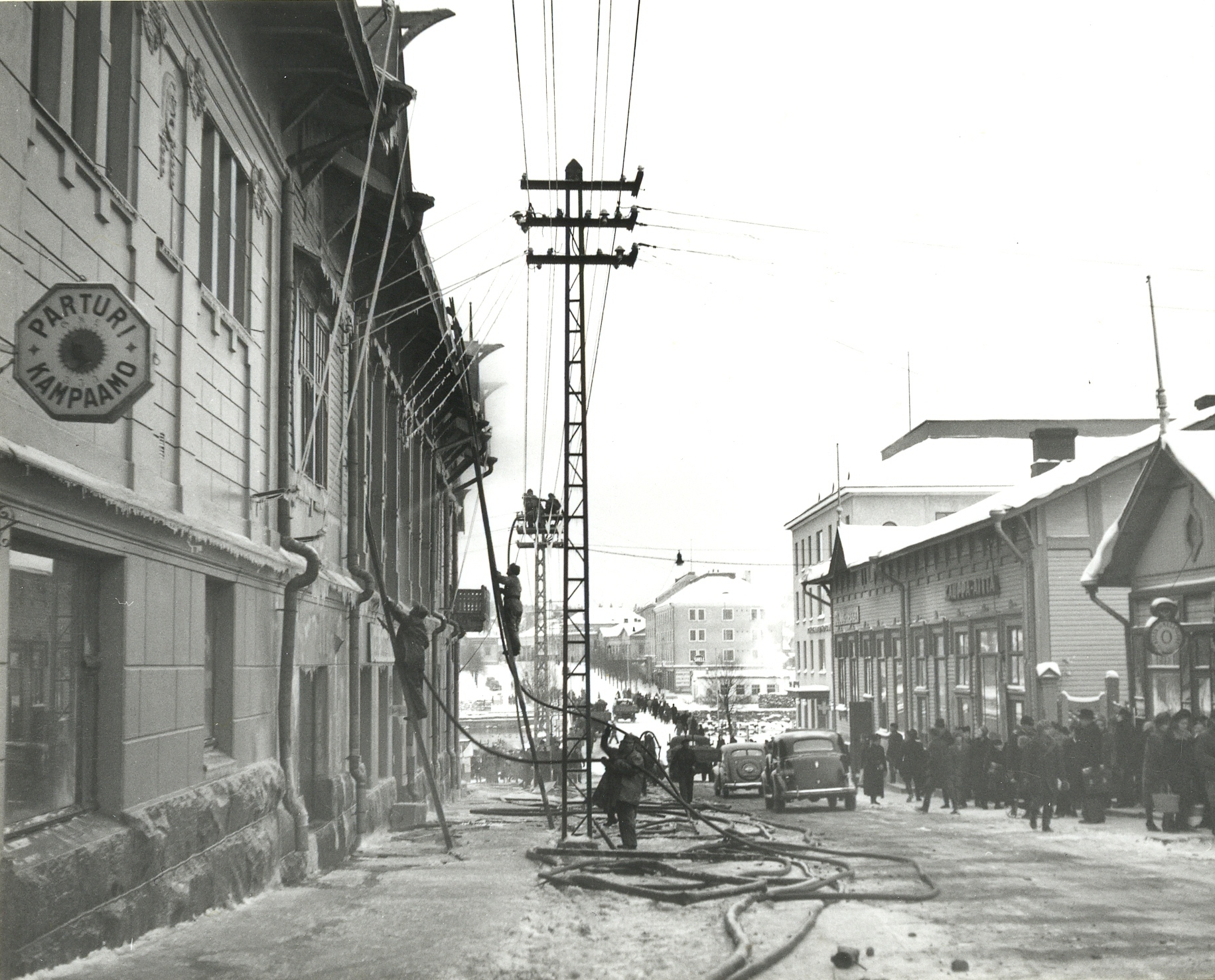
Branden i Hotelli Seurahuone i Nyslott 1947. Bilden taget på Olofsgatan mot nordväst. Foto: Paavo Sihvonen

Paavo Sihvonen, född 26 december 1915 i Nyslott i Finland, var en finländsk fotograf.
Paavo Sihvonen var son till fotografen Viljam A. Sihvonen (1879–1932) i Nyslott. Fadern och farbrodern Hjalmar hade 1908 grundat fotostudion "Atelier Olavi" i Nyslott. Pappan tog senare över den som ensamägare, och efter dennes död 1932 fortsatte Paavo Sihvonen att driva ateljén.

## Bildgalleri

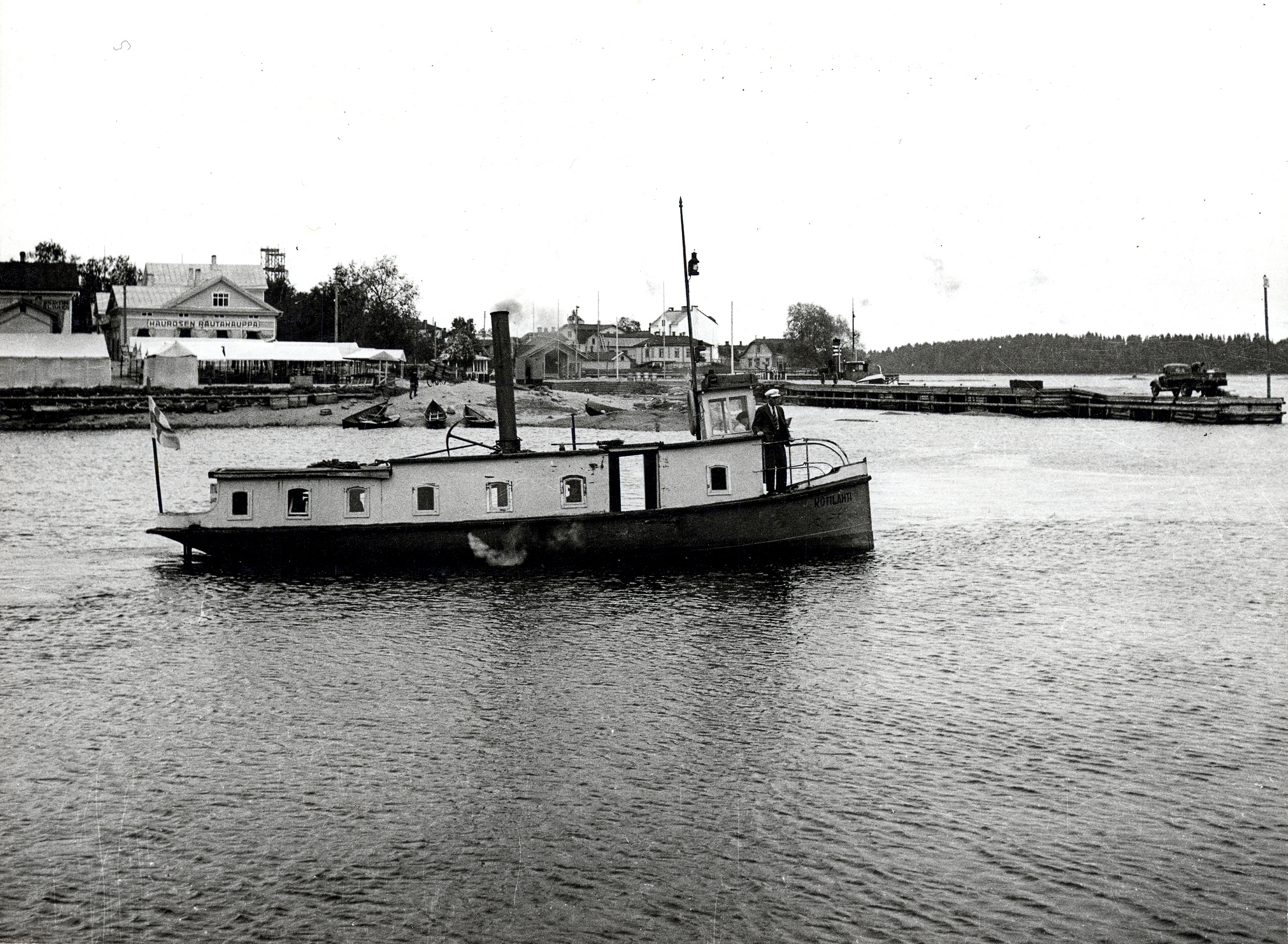
S/S Kotolahti i Nyslotts hamn, mellan 1940 och 1953
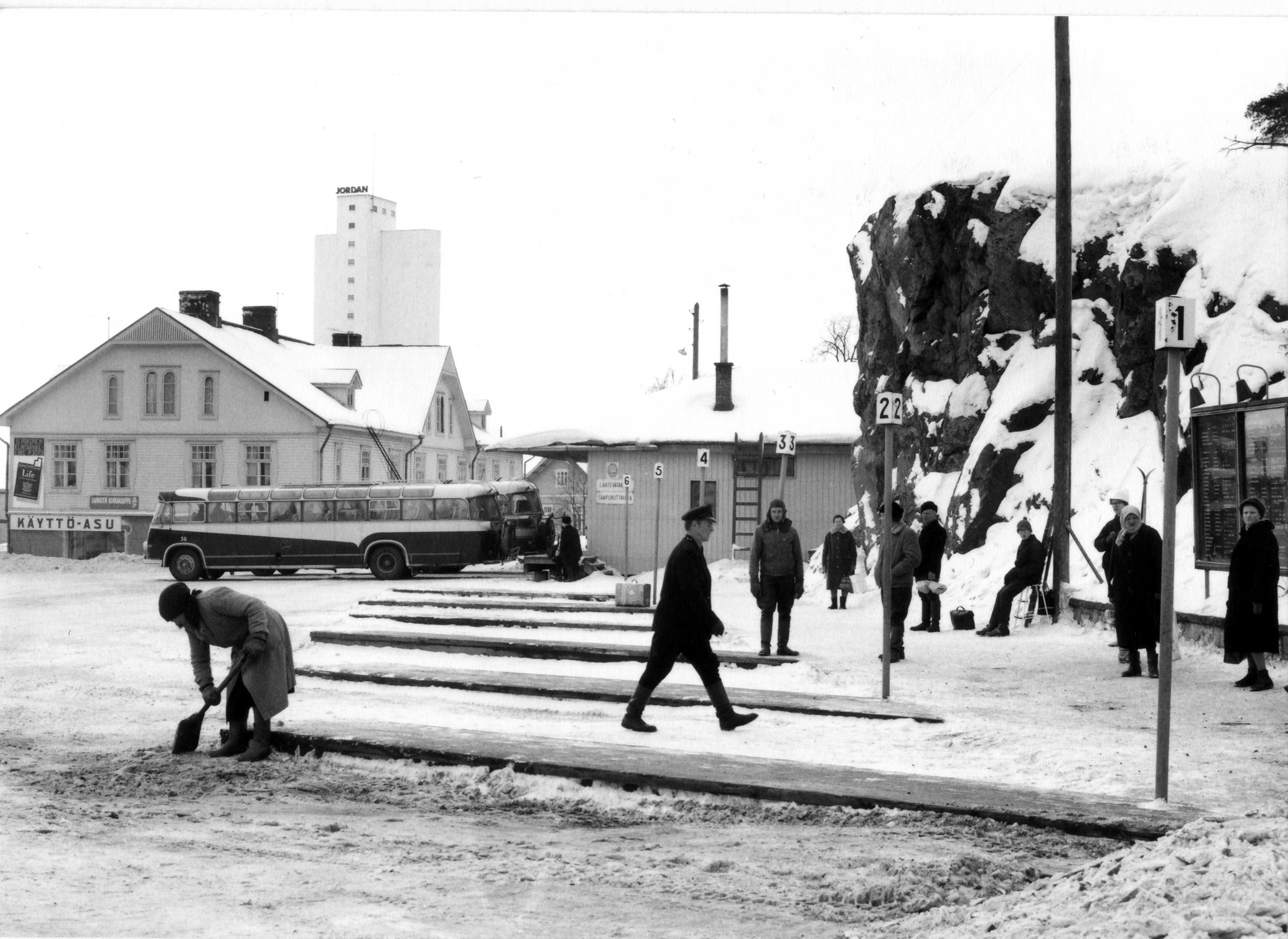
Busstationen i Nyslott mellan 1954 och 1970-talet
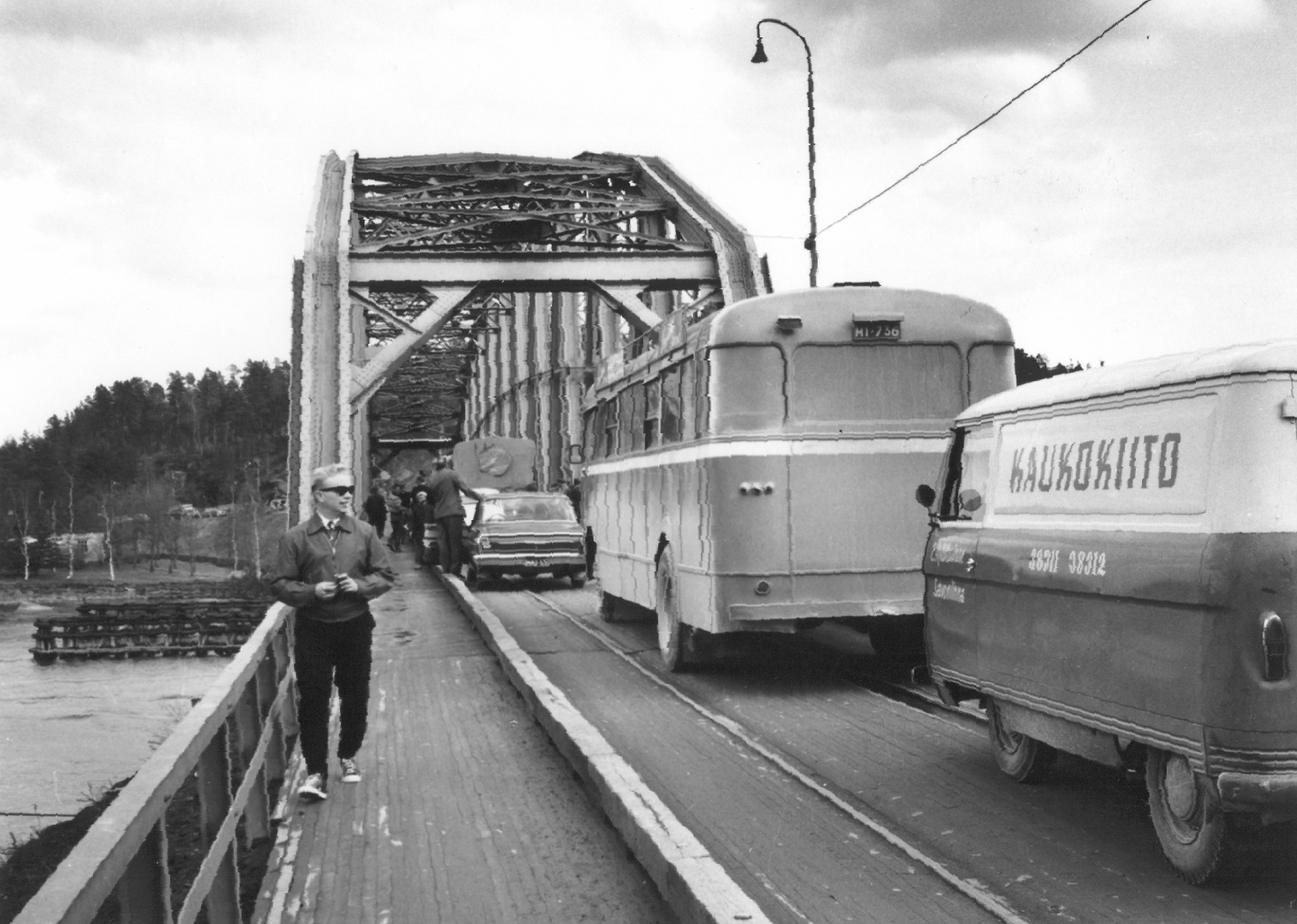
Trafik på järnvägsbron över sundet Kyrönsalmi i Nyslott
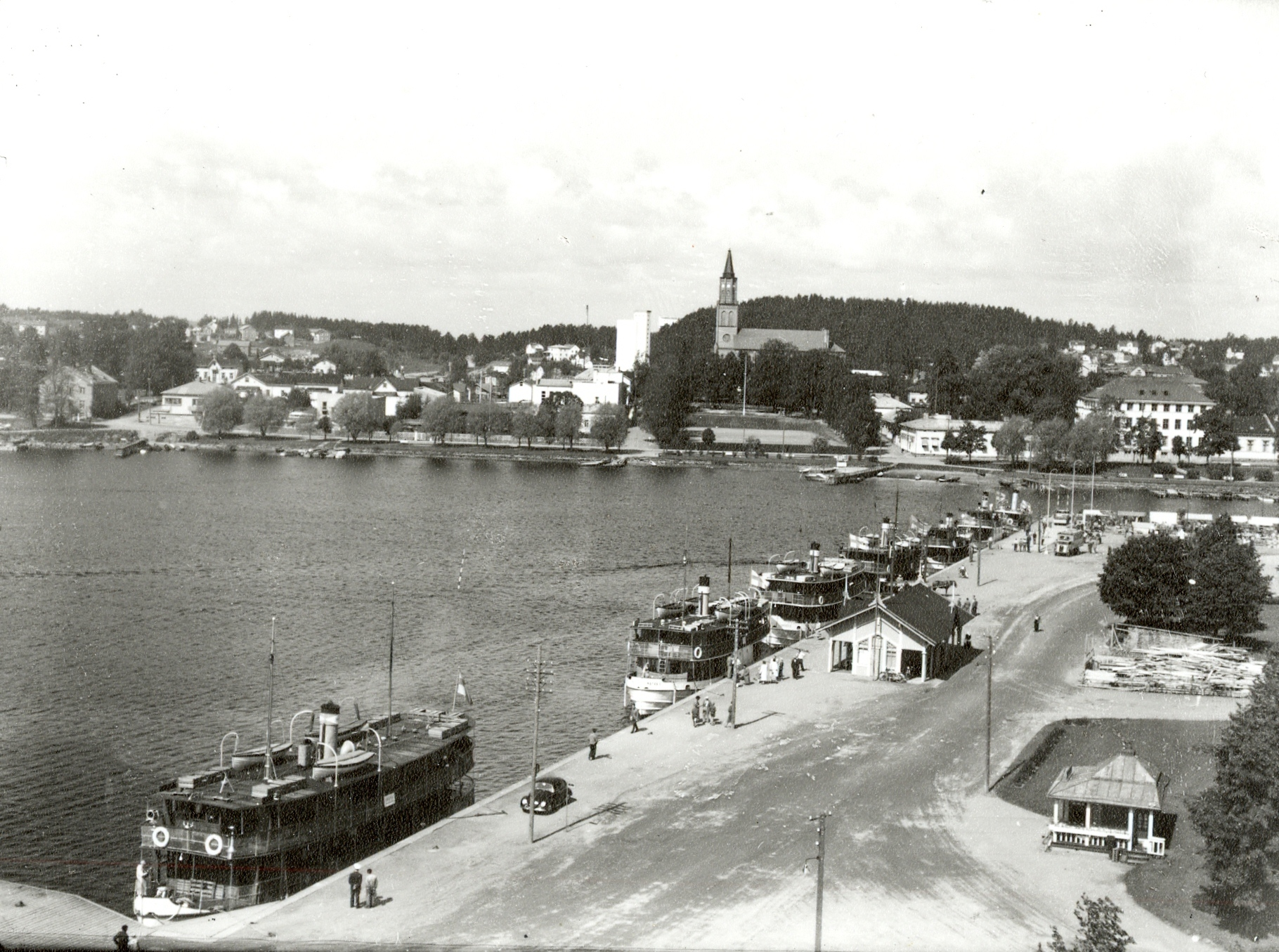
Utsikt från Hotell Tott i Nyslott
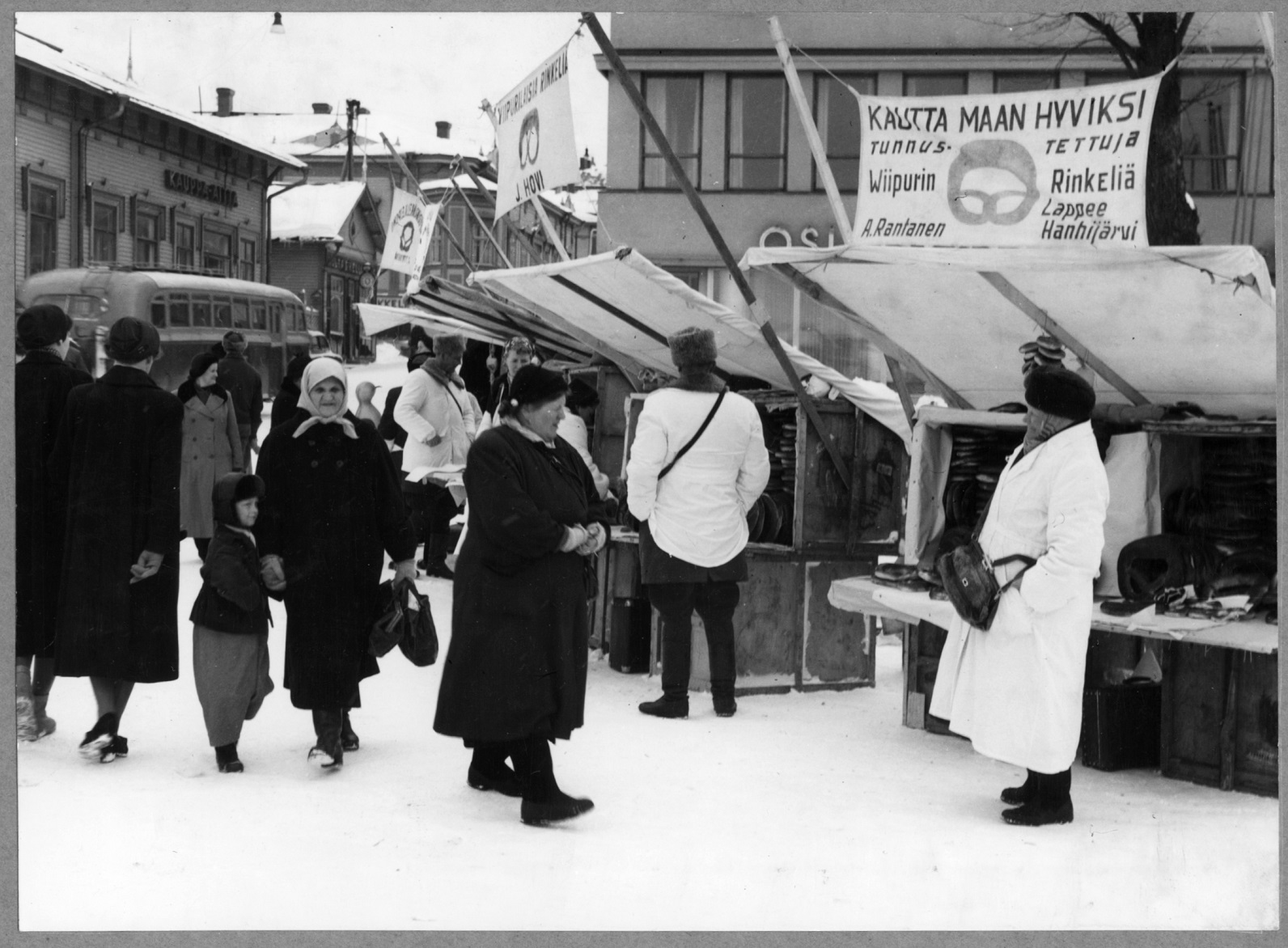
Januarimarknad i Nyslott
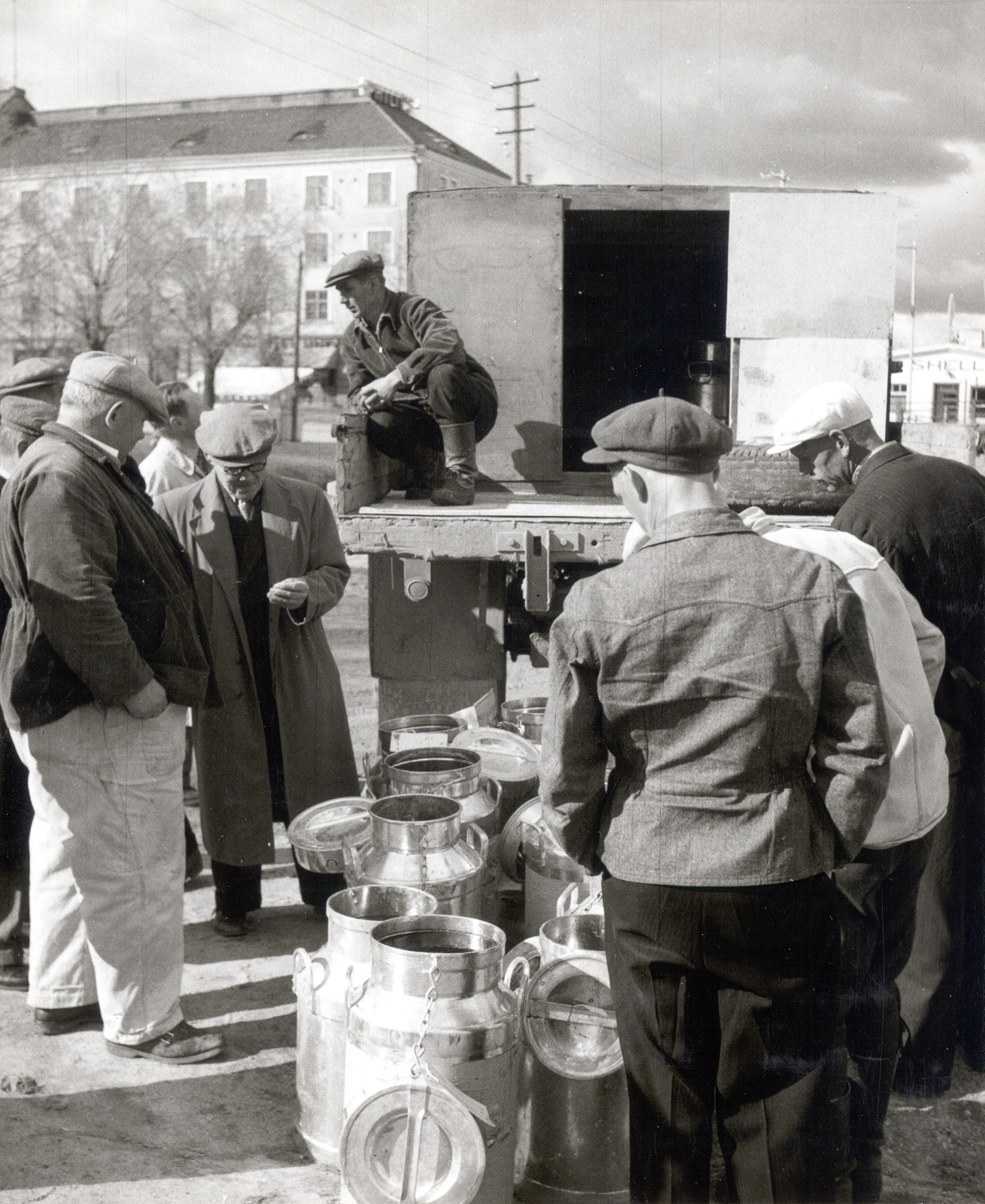
Mjölkkrukehantering på Tottorget
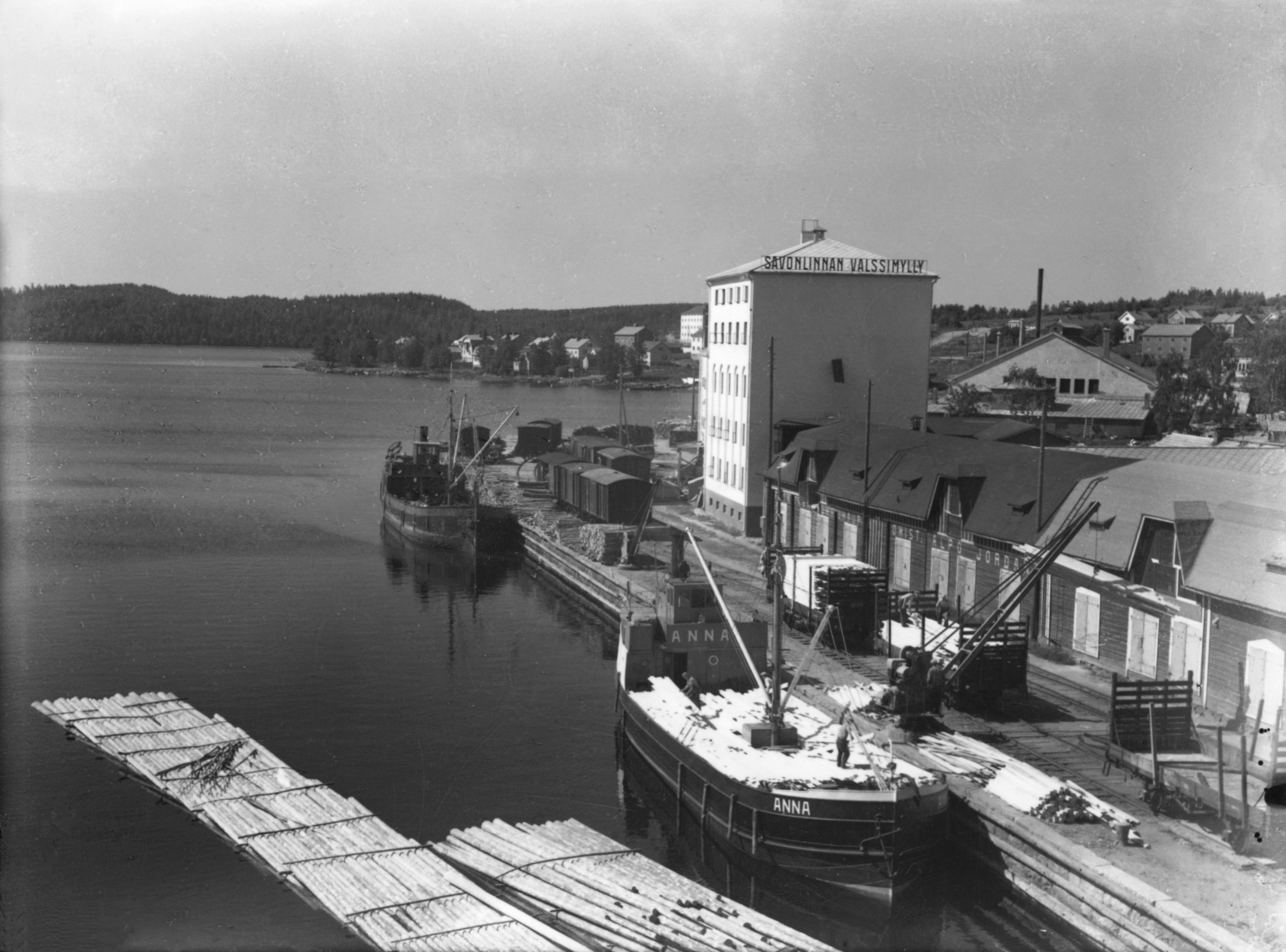
S/S Anna i godshamnen, sent 1940-tal eller tidigt 1950-tal